# NGC 1722
NGC 1722 (другое обозначение — ESO 56-SC12) — рассеянное скопление с эмиссионной туманностью в созвездии Золотой Рыбы. Входит в состав Большого Магелланова Облака.
Этот объект входит в число перечисленных в оригинальной редакции «Нового общего каталога».
NGC 1722 лучше описать как звёздную ассоциацию, чем как скопление. В ней есть три ярких пятна, которые вместе образуют объект под обозначением IC 2111. NGC 1722 связано с той же туманностью, что и NGC 1712 и NGC 1727.